# Малая Шайтанка (приток Шайтанки, притока Северной Сосьвы)
Малая Шайтанка — река в России, протекает по Берёзовскому району Ханты-Мансийского АО. Устье реки находится в 17 км по правому берегу реки Шайтанка. Длина реки составляет 18 км.
С юга к реке примыкает обширное болото Водораздельное.
Система водного объекта: Шайтанка → Северная Сосьва → Обь → Карское море.
Вдоль реки проходит зимник Сартынья—Берёзово.

## Данные водного реестра
По данным государственного водного реестра России относится к Нижнеобскому бассейновому округу, водохозяйственный участок реки — Северная Сосьва, речной подбассейн реки — Северная Сосьва. Речной бассейн реки — (Нижняя) Обь от впадения Иртыша.